# Robeson Channel
Robeson Channel är den nordligaste delen av Nares sund, mellan Grönland och Ellesmereön.